# Västra Skrävlinge

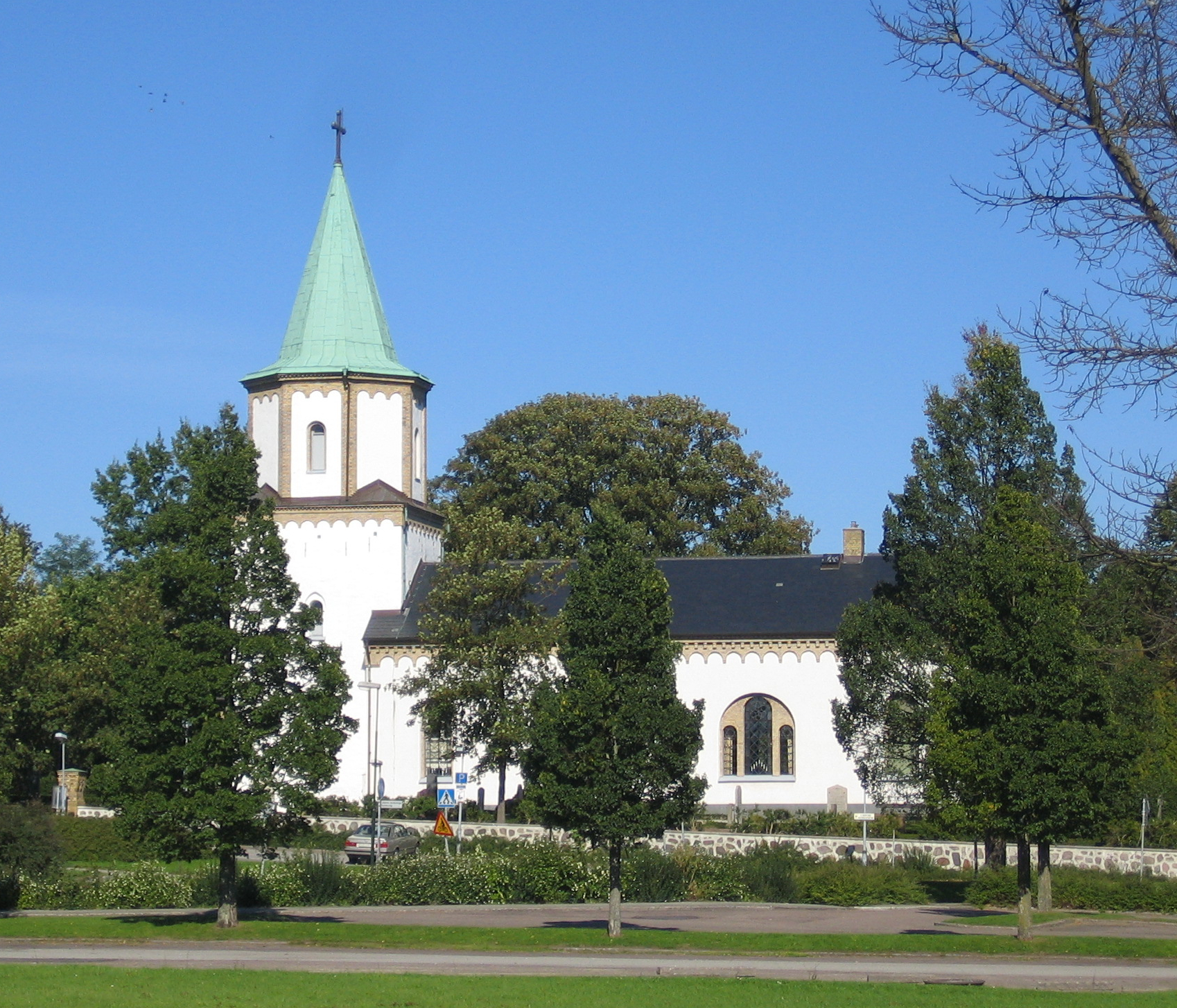
Biserica din Västra Skrävlinge

Västra Skrävlinge este o fostă comună din districtul Oxie (fostul comitat Malmöhus) al provinciei Scania din sudul Suediei. În 1911 a fost încorporată în orașul Malmö și este astăzi situată în periferia estică a Malmö, incluzând Rosengård. O biserică este situată în apropierea cartierului.